# Brandon Kurtz
Brandon Albert Kurtz (Fresno, 27 giugno 1978) è un ex cestista statunitense, professionista nella NBDL e in Europa.

## Palmarès
- California Junior College Player of the Year (1998)
- Campione NBDL (2004)
- All-NBDL Second Team (2004)